# Патриша Хитон
Патриша Хелен Хитон (енгл. Patricia Helen Heaton; Беј Вилиџ, 4. март 1958) америчка је глумица и комичарка. Позната је по улози Дебре Барон у серији Сви воле Рејмонда (1996—2005) и Френки Хек у серији Средина (2009—2018). Добитница је три награде Еми.

## Детињство и младост
Рођена је 4. марта 1958. године у Беј Вилиџу. Ћерка је Патрише и Чака Хитона, који је био спортски дописник за The Plain Dealer. Када је имала 12 година, мајка јој је преминула од последица анеуризме. Четврто је од петоро деце, а одгајана је као католкиња.

## Приватни живот
Године 1990. удала се за глумца Дејвида Ханта, с којим има четири сина. Породица живи на релацији Лос Анђелес—Кембриџ.
Отворено је говорила је пластичним операцијама које је извршила, наводећи да су јој се стомак и груди смањили након четири царска реза.

## Филмографија

### Филм
| Улоге Патрише Хитон |                           |               |                    |          |
| Година              | Српски назив              | Изворни назив | Улога              | Напомена |
| 1992.               | Мемоари невидљивог човека |               | Елен               |          |
| 1992.               | Бетовен                   |               | Бри                |          |
| 1996.               | Свемирски баскет          |               | посетитељка        |          |
| 2018.               | Стопалићи                 |               | мама медвед (глас) |          |

### Телевизија
| Улоге Патрише Хитон |                   |               |                     |              |
| Година              | Српски назив      | Изворни назив | Улога               | Напомена     |
| 1990.               | Метлок            |               | Ели Станфорд        | 1 епизода    |
| 1996—2005.          | Сви воле Рејмонда |               | Дебра Барон         | главна улога |
| 1999.               | Краљ Квинса       |               | Дебра Барон         | 1 епизода    |
| 2004.               | Дени Фантом       |               | дух куварице (глас) | 1 епизода    |
| 2009—2018.          | Средина           |               | Френки Хек          | главна улога |